# Enicospilus katanus
Enicospilus katanus es una especie de insecto del género Enicospilus de la familia Ichneumonidae del orden Hymenoptera.

## Historia
Fue descrita científicamente por primera vez en el año 1983 por Gauld & Carter.